# Iwan Michailowitsch Kisimow
Iwan Michailowitsch Kisimow (russisch Иван Михайлович Кизимов; * 28. Mai 1928 in Nowotscherkassk; † 22. September 2019) war ein russischer Dressurreiter, der für die Sowjetunion startete.
Bei den Olympischen Spielen 1964 in Tokio konnte er seinen ersten großen Erfolg erringen, als er mit der Dressurmannschaft der Sowjetunion die Bronzemedaille gewann. Vier Jahre später bei den Spielen in Mexiko-Stadt gewann er auf Igor die Goldmedaille in der Dressur und mit der Mannschaft die Silbermedaille. 1970 gewann er mit der Equipe die Mannschaftsweltmeisterschaft im Dressurreiten. 1972 wurde er dann in München noch einmal mit der Mannschaft Olympiasieger.